# Коловрат (Загорје об Сави)
Коловрат (словен. Kolovrat) је насељено место у општини Загорје об Сави, Засавска регија, Словенија.

## Историја
До територијалне реорганизације у Словенији био је у саставу старе општине Загорје об Сави.

## Становништво
У попису становништва из 2011. године, Коловрат је имао 143 становника.
| Број становника према пописима | Број становника према пописима | Број становника према пописима |
| ------------------------------ | ------------------------------ | ------------------------------ |
| 1991                           | 2002                           | 2011                           |
| 134                            | 141                            | 143                            |

Напомена: Године 1953. повећано за насеље Кал које је укинуто.